# Crítica literaria marxista
La crítica literaria marxista es un enfoque más de la crítica literaria y se agrupa en el campo de la sociología de la literatura. Su análisis de la obra se basa en las relaciones de producción, tanto económicas, políticas como sociales enmarcadas en un momento histórico. En otras palabras, la crítica literaria marxista escruta y expone las implicaciones sociales e ideológicas de una obra literaria, las cuales no son visibles a veces para el lector. 

## Historia
Los inicios de la crítica literaria marxista se encuentran en las ideas del marxismo a pesar de que no fuera diseñado para interpretar las obras literarias. Tanto Marx como Engels no desarrollaron estudios concretos sobre el arte o la estética de la literatura; sin embargo, realizaron una serie de opiniones respecto a artistas de su tiempo y sobre todo de textos clásicos. Fue hasta el siglo XX cuando la crítica literaria marxista se desarrolló de forma sistemática y tomó distintos rumbos, que podrían dividirse en dos: por un lado en la URSS se incursionó en el realismo socialista; y por otra parte en Europa Occidental y Estados Unidos en el neomarxismo, como muchos autores lo llaman. Si atendemos a estas dos distinciones sería importante tratar a cada una por separado y debido a que el realismo socialista no permeó en otros países, salvo en China, esta se abordará dentro del marco contextual histórico.

### Realismo socialista
La Revolución de Octubre (1917) marcó una serie de cambios en la Unión Soviética, a nivel económico, político y cultural. Los pensadores marxistas y los miembros del Partido Comunista creyeron que el desarrollo económico permitiría el desenvolvimiento de una nueva cultura, la cultura del proletariado: fue así como la Revolución puso el arte al alcance de las masas. 

En los primeros años después de la Revolución de Octubre existía una clara corriente que abogaba por la abstención del Partido en el ámbito de la cultura o, al menos, la restricción al mínimo de sus decisiones en materia de cultura, de forma que se esperaba pacientemente que los escritores produjeran literatura revolucionaria de alta calidad.
D.W Fokkema, “Teorías literarias marxistas”.

En este sentido, la Revolución provocó dos reacciones: el desarrollo del arte moderno y la visión ortodoxa que dirigió su mirada hacia el realismo ruso que después sería la estética del realismo socialista. Asimismo, dentro de esta visión en el Partido Comunista existían dos posiciones. Tanto Lenin como Trotski pensaban que el arte debía ser libre, sin acatar normas impuestas por el Partido; mientras que el grupo Proletkult cuyos pensadores (Aleksandr Bogdánov, Anatoli Lunacharski, Nikolái Bujarin, Platón Kérzhentsev, entre otros) creían que la obra literaria debía de mostrar un nivel alto de conciencia social de clase, reflejar la realidad de la vida en sociedad e inculcar a la juventud el deseo de participar en la construcción y la victoria del socialismo.
Al principio de la instauración del Estado socialista, que se había conformado a raíz del triunfo de la Revolución de octubre,  los intelectuales del Proletkult no tuvieron el apoyo del Partido, ya que no eran tiempos estables, además el Estado tenía múltiples problemas que resolver, por ello la cultura pasó a segundo plano. Sin embargo, a la muerte de Lenin más la coincidencia del primer Plan Quinquenal los integrantes del Proletkult tuvieron la oportunidad de conseguir el monopolio de la producción literaria, sin olvidar que hubo otras causas que permitieron lo anterior. Una de ellas fue que desde antes este grupo había absorbido algunas organizaciones de escritores o disuelto otras para formar un solo frente único la RAPP (Asociación de Escritores Proletarios de Rusia); asimismo, realizaron una serie de difamaciones e intimidaciones a las organizaciones competitivas y escritores individuales De tal suerte que para 1934 se celebró su primer congreso, donde se fijó oficialmente el realismo socialista, cuya definición versaba en utilizar la expresión artística para propagar los ideales políticos del socialismo. Así lo indica Andréi Zhdánov, uno de los teóricos importantes del realismo socialista:

El escritor debe educar al pueblo y armarlo ideológicamente. Al mismo tiempo que escogemos los mejores sentimientos y cualidades del hombre soviético y le revelamos su mañana, debemos mostrar a nuestro pueblo lo que no debe ser, debemos castigar los remanentes del ayer (…). Los escritores soviéticos deben ayudar al pueblo, al Estado, al Partido, educar a nuestra juventud en la plenitud de ánimo y en la confianza en sus propias fuerzas y en la falta de temor ante cualesquiera dificultades.
en “la crítica literaria marxista”, Revista de crítica literaria marxista.

Como consecuencia en la URSS no se dio la proliferación y diversidad de la literatura pues esta fórmula fue dogmática, mecanicista, burocrática y partidista
En cuanto al desarrollo de la crítica, hubo dos momentos. Uno antes del decreto oficial de la estética rusa y otro después del decreto. Con respecto al segundo, solo se centró en el origen de la literatura y los efectos que producía la obra en el lector; apenas los teóricos enunciaban las características del texto, pues solo reconocían el empleo literario de imágenes estéticas que podían tener influencia en las emociones del receptor pero no explicaban cómo estas eludían el juicio político. Anteriormente el quehacer crítico marxista se dedicaban a debatir la postura de los formalistas rusos.

### Polémica entre Formalistas y Marxistas
A grandes rasgos el debate entre estas dos escuelas teóricas se centró en la discusión de si los formalistas rusos tenían una actitud fetichista ante la palabra, ya que únicamente se interesaban por analizar las leyes de la combinación de palabras de una obra literaria, de ver el factor estético como algo independiente y no pensar que una nueva forma artística era la respuesta ante la necesidad del poeta de buscar materiales dentro de su medio social para sus creaciones. Uno de los más ávidos en nutrir la discusión fue Trotski por parte de la visión marxista, sin embargo la polémica se zanjó con el decreto oficial del realismo socialista.

## Bases de la crítica literaria marxista
Como ya se mencionó, la crítica literaria marxista ciñe su análisis bajo ciertas premisas del marxismo y toma como punto de partida las siguientes dos ideas: 
1. No es la conciencia de los hombres lo que determina su comportamiento, sino el comportamiento social lo que determina su conciencia.
2. Todos los sistemas mentales son productos de la existencia económica y social. Los intereses materiales de la clase social dominante determinan el medio que la gente concibe su experiencia individual y colectiva.[8]

Las dos ideas anteriores derivan en el principio de la relación entre base y superestructura, que es la relación de producción de la organización económica de la sociedad en cierto momento histórico y la relación del conjunto de valores, concepciones políticas, jurídicas, morales, religiosas y estéticas así como instituciones características de un momento histórico. Lo que implica que toda cultura o manifestación de ella está sujeta a las condiciones de su momento, las relaciones de dominio y subordinación que rigen el orden económico y social, que a su vez designan los modos de propiedad y producción. Otro aspecto a tomar en cuenta es la concepción del arte como portador de ideología.

### Distintas formas de la crítica literaria marxista
A pesar de que la crítica literaria marxista tiene sus orígenes en el marxismo, esto no implica que solo exista una única línea de análisis, por ello siempre se habla de las teorías literarias marxistas. Los estudiosos del tema regularmente hacen una división general que a su vez se subdivide: primero hacen una distinción entre los autores que desarrollaron su teoría siguiendo fielmente los postulados de Marx, Engels, Hegel e incluso la posición del Partido Comunista, en este se sitúa Georg Lukács; mientras que a Theodor Adorno, Walter Benjamin, Lucien Goldmann, Jacques Leenhardt, entre otros, los sitúan en el bando del neomarxismo por no tomar tal cual los escritos del marxismo como única guía para desarrollar su pensamiento.

### Teoría del reflejo
Georg Lukács es considerado como el primer crítico marxista importante que desarrolló sus ideas fuera de Rusia. Crítico húngaro responsable de la teoría del reflejo, llamada así por el supuesto de que un texto reflejaba la sociedad que lo ha producido.
A pesar de que Lukács siguió la línea del Partido Comunista su teoría no es del todo anquilosada pero sí muestra un desprecio por la vanguardia, ya que él parte de la idea que si la literatura nos proporciona la verdad objetiva, la cual se manifiesta socialmente, uno como escritor realiza un proceso de reflexión;  puesto que mediante el lenguaje poético el autor propaga una tendencia e ideología correcta, de no ser así únicamente el escritor difundiría meras acciones, hechos arbitrarios o ideas subjetivas de la realidad.
La base para el desarrollo de su teoría fue la concepción de dialéctica histórica de Hegel que a grandes rasgos señala que la evolución histórica no se produce al azar ni de modo caótico ni es una progresión clara y lineal; y en cada organización social, el medio de producción hegemónico da lugar a contradicciones internas que se expresan en la lucha de clase. De modo que la obra literaria a través de los personajes y las relaciones entre ellos revelan los conflictos de clase, el sistema socioeconómico y la política de la época, porque los escritores crean una imagen de la riqueza y la complejidad de la sociedad, y de esto surgió una sensación de orden dentro de la complejidad y las contradicciones de la experiencia vivida.

### Distanciamiento y contraste
Mientras que Georg Lukács negaba la vanguardia, Theodor Adorno creía que no solo a través del realismo se alcanzaba el conocimiento, él creía que si el reflejo se produce a través de las leyes del arte y tras la intervención del artista, es obvio que no puede tratarse de un reflejo directo de la realidad social, sino de una imagen en gran medida deformada, una imagen cuyo contenido originario ha sido modificado, por lo tanto la teoría del Lukács no tenía en cuenta el trabajo artístico, la manipulación del material que llevaba a cabo el artista.
En síntesis, Adorno plantea una estética de la negatividad, cuya base y análisis se sustenta en las obras de la vanguardia porque cree que el arte no tiene que limitarse a reflejar el sistema social, sino que debe actuar en el interior de esa realidad. El arte vanguardista alude a la realidad social mediante los procesos de distanciamiento y contraste, así produce una especie de conocimiento indirecto.

### El arte como producción
Walter Benjamin apunta que el concepto de arte y su relación con el público se van modificando por las innovaciones de la tecnología; porque las innovaciones modernas alteraron profundamente la posición de la obra de arte en la sociedad, pues el artista fue visto como un productor y su creación dejó de ser vista como un producto auténtico, único y hasta el valor histórico se fue diluyendo. Por ello Benjamin apunta que el artista no debe hacer uso de la explotación de la tecnología sino de revolucionar los medios de producción artística para politizar la estética. De tal modo que usar la categoría de producción y técnica para el análisis de la cultura. Básicamente su pensamiento se puede resumir en las aseveraciones:
- La obra de arte tiene su lugar dentro del “principio de Producción-Reproducción.”

- La técnica tiene un profundo efecto sobre el arte. Una de ellas son las transformaciones producidas por la mecánica (el caso de la reproducción mecánica de la escritura, de la pintura, etc.).

- Para establecer el valor de una obra de arte, es necesario prestar atención al tipo de trabajo que origina tal producto, ya que el arte pierde su aura en la reproducción masiva.

- La obra de arte cambia completamente de carácter cuando es consumida por millones de personas.[17]

- El ideal de la literatura tiene que ser desautomatizante y liberador, ya no se puede ser original en cuanto al contenido porque los temas son los mismos. Por lo tanto la técnica, la forma en cómo se enuncia el mensaje, reside en la recuperación de una conciencia auténtica.

- Las revoluciones tecnológicas pueden crear nuevos espacios para el arte, a su vez las distintas disciplinas artísticas, como la literatura, hacen uso de los procedimientos de otras disciplinas, porque la obra no solo debe de dar cuenta del progreso ideológico sino también de las formas literarias.[18]

## Síntesis
Como bien se observa, la crítica literaria marxista tiene múltiples formas de abordar el texto e incluso a partir de este análisis derivan otro tipo de teorías como la nueva crítica literaria, en la que se agrupan muchos de los integrantes de la escuela de Frankfurt, la teoría feminista e influye en los trabajos de los estudios culturales. Sin embargo, todas las formas de la crítica marxista tienen rasgos en común y suponen lo siguiente: 
1. Ningún objeto artístico puede entenderse al margen de las condiciones sociales, culturales e históricas en que se produjo.
2. Todas las categorías por las que podrían calcular objetos artísticos son en sí mismas construcciones que necesitan ser evaluadas desde la perspectiva de las condiciones sociales, culturales e históricos que les dieron origen.
3. Todas las producciones artísticas son bienes que pueden y deben ser entendidos en términos de la producción de la plusvalía.
4. El arte es un sitio para el juego de una forma simbólica de la lucha de clases.[Nota 2][19]

## Lista de críticos marxistas y de inspiración marxista
- Bertolt Brecht
- Claude McKay
- Frank Lentricchia
- Fredric Jameson
- Herbert Marcuse
- Julio Rodríguez Puértolas
- Louis Althusser
- Juan Carlos Rodríguez
- Max Horkheimer
- Pierre Macherey
- Raymond Williams
- Terry Eagleton
- Richard Wright
- Lucien Goldmann